# واتسلاف روزینیاک

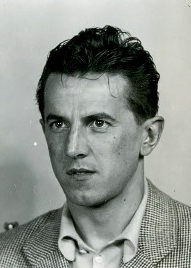
واتسلاف روزینیاک - ۱۹۵۵

واتسلاف روزینیاک (چکی: Václav Roziňák; ۷ دسامبر ۱۹۲۲ – ۱ مارس ۱۹۹۷) بازیکن هاکی روی یخ اهل چکسلواکی بود.
وی در مسابقات کشوری و بین‌المللی در مجموع برندهٔ ۱ مدال نقره شده‌است.